# Foie gras

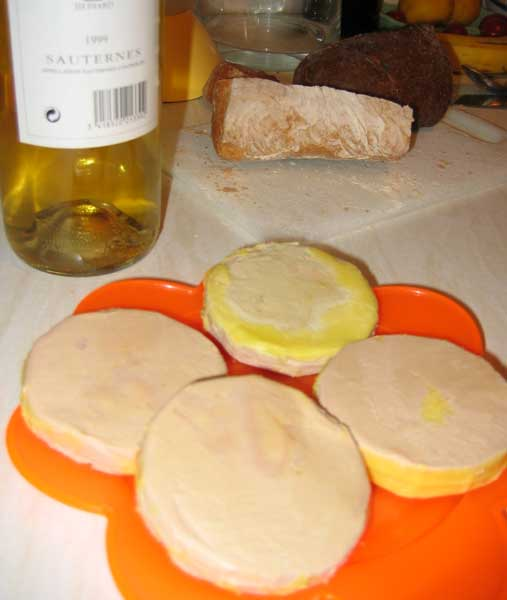
Patê de fuagrá servido com vinho e pão.

O foie gras (pronunciado fuagrá)  (do francês, foie gras, pronúncia [fwɑ gʁɑ], "fuagrá") – termo que em francês significa "fígado gordo" – é o fígado de ganso ou pato que foi forçosamente alimentado à exaustão, o que levou à hipertrofia lipídica do órgão. Junto com as trufas, o fuagrá  é considerado uma das maiores iguarias da culinária francesa. Possui consistência amanteigada e sabor mais suave em relação ao fígado normal de ganso, pato, galinha e rãs.

## História

### Antiguidade

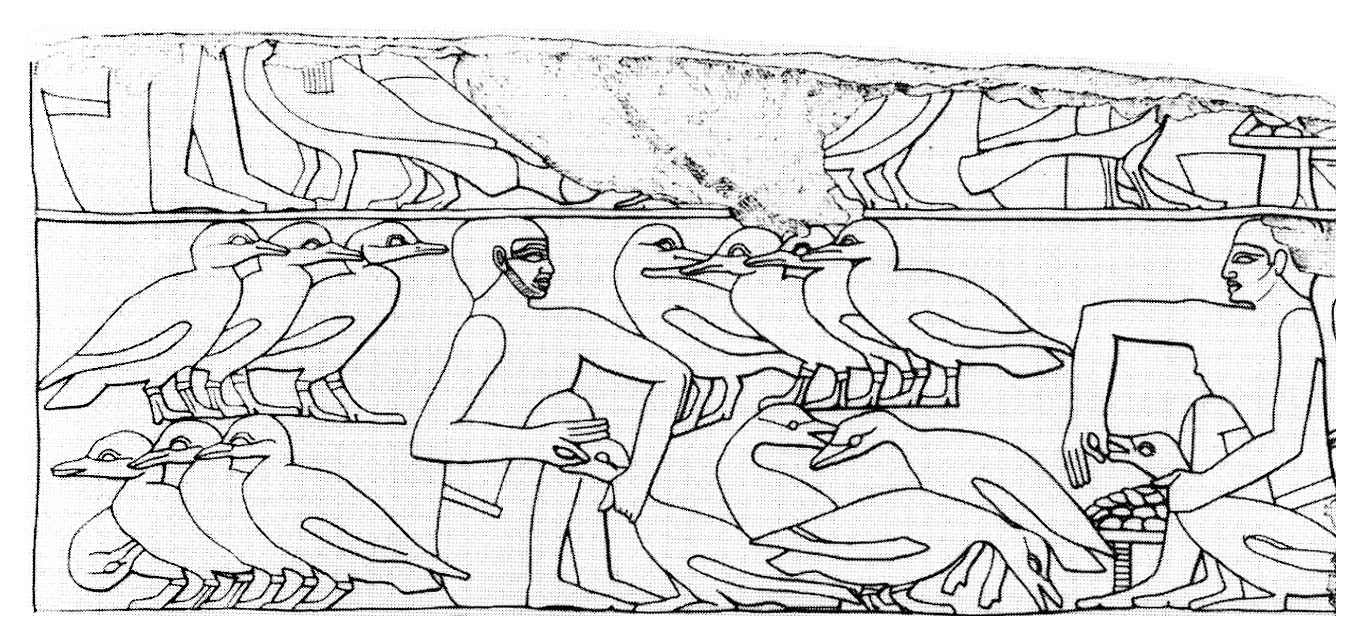
Baixo-relevo ilustrando superalimentação das aves.

Até o início do Século XXV a.C. é possível que os antigos Egípcios procurassem os fígados engordados das aves migratórias como uma iguaria. Eles rapidamente aprenderam que muitos pássaros poderiam ser engordados através da superalimentação e começaram a prática em gansos. Na necrópole de Sacará, a tumba de Mereruca, um importante oficial real, contém um baixo relevo de uma cena onde escravos apertavam o pescoço de gansos para empurrar-lhes pelotas de comida goela abaixo. Ao lado dos escravos havia pilhas com mais pelotas, provavelmente feitas de grãos, e um frasco com água para umedecê-las antes de dar aos gansos.
A prática de engorda de gansos se espalhou do Egito para a região mediterrânea. As referências mais antigas a gansos engordados datam do Século V a.C. do poeta grego Cratino, que escreveu sobre os "engordadores de ganso". Mas o Egito ainda manteve sua reputação como fonte de gansos engordados. Quando Agesilau II (r. 400–360 a.C.), rei de Esparta, visitou o Egito em 361 a.C., ele foi presenteado com fígado de ganso pelos ricos fazendeiros egípcios.
Entretanto, até o período romano o foie gras não havia sido mencionado como uma comida distinta, até que os romanos lhe deram o nome iecur ficatum, que em Latim significa literalmente "fígado de figueira". Plínio, o Velho, credita ao gastrônomo romano Apício (a quem um livro de culinária da planta é atribuído) a alimentação de gansos com figos para aumentar seus fígados. Daí o termo iecur ficatum, "fígado estufado de figo". O termo ficatum ficou tão associado com o fígado do animal que se tornou a raiz das palavras fígado em português, foie em francês, higado em espanhol, ficat em romeno e fegato em italiano, todas denominando aquela parte do animal.
A ideia de alimentar gansos com figos pode ter sido trazida de Alexandria, já que a alta cozinha romana se inspirou nos gregos.

### Europa pós-clássica
Após a queda do Império Romano, os gansos foram temporariamente banidos da cozinha europeia. Diz-se que os fazendeiros gálicos preservaram a tradição de fazer foie gras por séculos até que ela foi redescoberta, entretanto, esta teoria não tem evidências plausíveis, uma vez que é sabido que as fontes de carne da França medieval foram principalmente o porco e a ovelha.
É mais provável que o foie gras tenha sido preservado pelos judeus, que teriam aprendido o método após a colonização de Israel pelos romanos. Os judeus teriam levado a tradição à medida que migraram para o norte e o oeste. O Kashrut, que contém as leis da dieta judaica, os proibia de usar óleo feito à base de gordura de porco para cozinhar, e a manteiga não era uma alternativa, já que também era proibido misturar laticínios e carnes. Os judeus utilizavam azeite na região mediterrânea e óleo de sésamo na Babilônia, mas nenhum era fácil de se encontrar nas regiões oeste e central da Europa, então passaram a usar gordura de aves domésticas, que podiam produzir em quantidade através de gansos super-alimentados.
A suavidade do sabor desse fígado foi rapidamente apreciado, fato atestado por Hans Wilhelm Kirchhof de Kassel que escreveu em 1562 que os judeus extraíam gordura dos gansos e particularmente apreciavam o fígado. Rabinos se preocuparam com as complicações éticas de super-alimentar gansos e comer seu órgão inchado, e a questão permaneceu uma das mais debatidas da lei da dieta judaica até o gosto pelo fígado de ganso decair no Século XIX.
Gastrônomos não-judeus começaram a apreciar o fígado de gansos engordados, que eram comprados em guetos de judeus. Em 1570, Bartolomeu Scappi, cozinheiro do Papa Pio V, publicou seu livro de receitas Opera, onde ele conta que "o fígado dos gansos domésticos é inchado pelos judeus a tamanhos e pesos extremos, chegando a mais de 1 kg". Em 1581, Max Rumpolt de Mogúncia, cozinheiro de muitos nobres alemães, publicou o volumoso livro de receitas Kochbuch, contando que os judeus da Boêmia produziam fígados pesando 1,5 kg. Rumpolt mostrou várias receitas usando esses fígados, uma delas um mousse.

## Principais produtores
A França é o "lar" do foie gras: 80% da produção mundial (16 370 toneladas em 2003, 96% de pato e 4% de ganso) e 98% do processamento ocorrem na França . 30 000 pessoas estão envolvidas na indústria, com 90% residindo na região de Périgord (Dordogne) e Midi-Pyrénées, no sudoeste, e também no leste (Alsácia). A União Europeia reconhece o foie gras produzido de acordo com os métodos tradicionais das fazendas (label rouge) no sudoeste da França.
Em Quebec também está prosperando a indústria do foie gras. Muitos cozinheiros canadenses usam foie gras de Quebec como uma demonstração de orgulho nacionalista.

## Métodos de produção
Patos e gansos são omnívoros e, como muitos pássaros, possuem gargantas bastante elásticas, que se expandem e os permite armazenar comida no esôfago (também chamado de "papo" das aves) enquanto espera a digestão no estômago. Na natureza, essa dilatação os permite engolir alimentos grandes, como peixes inteiros, para um longo processo digestivo. Um pato selvagem pode dobrar de peso no outono, acumulando gordura por seu corpo, especialmente no fígado. Esse ganho de peso é inteiramente reversível, tanto no animal selvagem quanto no doméstico.
Os gansos ou patos utilizados na produção do foie gras são inicialmente criados soltos, comendo em gramados para fortalecer o esôfago. Enquanto ainda caminham livremente, é introduzida gradativamente uma dieta com alto teor de amido, que por si só aumenta o peso do fígado em 50%.
A fase seguinte, chamada pelos franceses de finition d'engraissement (complementação do processo de engorda), envolve ingestão ou alimentação forçada durante os últimos 12 a 15 dias de vida para patos e 15 a 18 dias para gansos. Durante essa fase, os patos são geralmente alimentados seis vezes por dia, e os gansos oito vezes. A alimentação é ministrada por um tubo, de 20 a 30 cm de comprimento, introduzido forçadamente até o esôfago do animal. Se utilizado um eixo helicoidal, o processo dura de 45 a 60 segundos; Se usado um sistema pneumático, apenas 2 ou 3 segundos. Quase todos os produtores, atualmente, utilizam-se do segundo método. É tomado cuidado durante a alimentação com a integridade do esôfago que, em caso de dano pode levar facilmente à morte do animal.
A alimentação forçada explora da forma mais radical possível um processo natural, através do qual patos e gansos armazenam gordura em seus fígados em preparação para a migração de inverno. A alimentação, geralmente milho embebido em manteiga para facilitar a ingestão, causa uma grande acumulação de gordura no fígado, responsável pela sua consistência amanteigada.
Patos utilizados na produção de foie gras são geralmente Mulard, ou seja, são híbridos obtidos de machos de espécie Cairina moschata momelanotus, pato-mudo, cruzados com fêmeas de Anas platyrhynchos domesticus, pato-marreco ou marreco. Esses híbridos (Mulard) são estéreis e geralmente são preferido aos gansos, porque a carcaça deste possui mais valor; outros usos desses patos incluem receitas populares como o confit de canard.

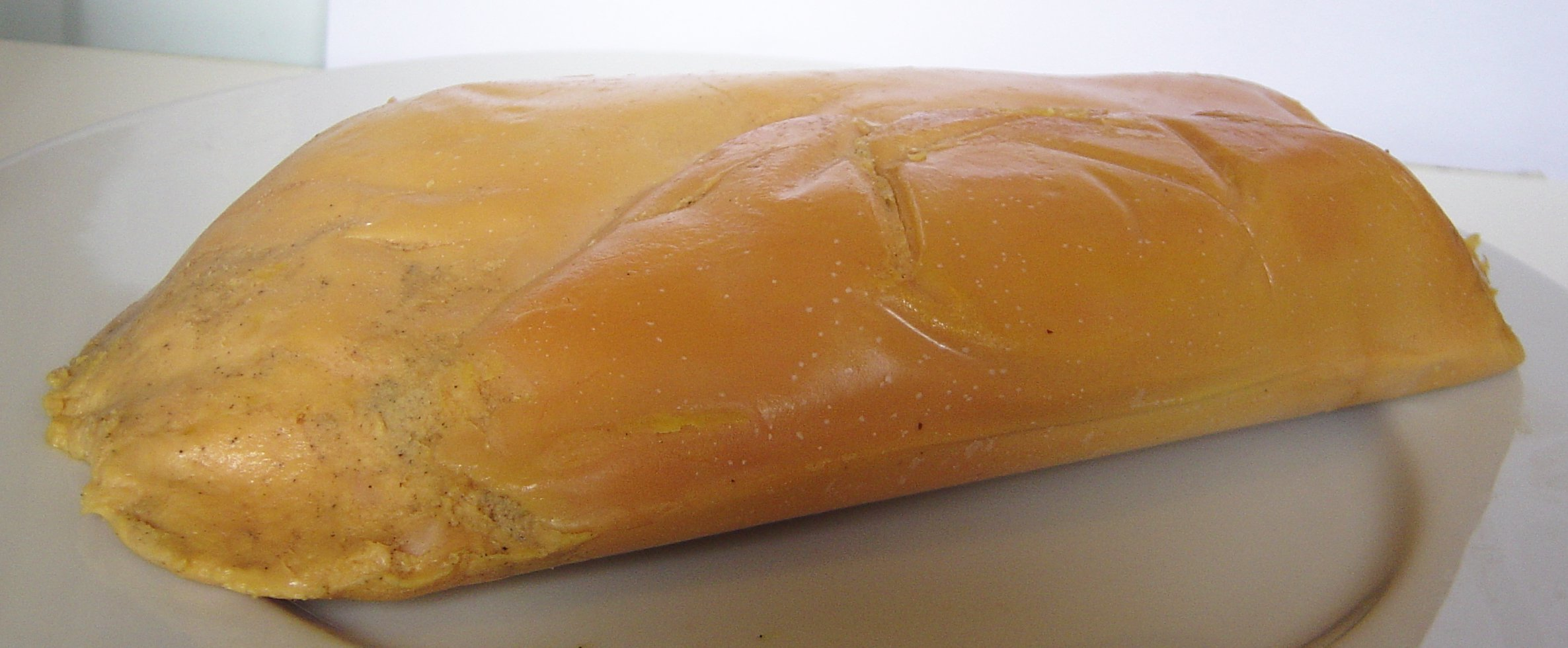
Um foie gras inteiro.

## Apresentação

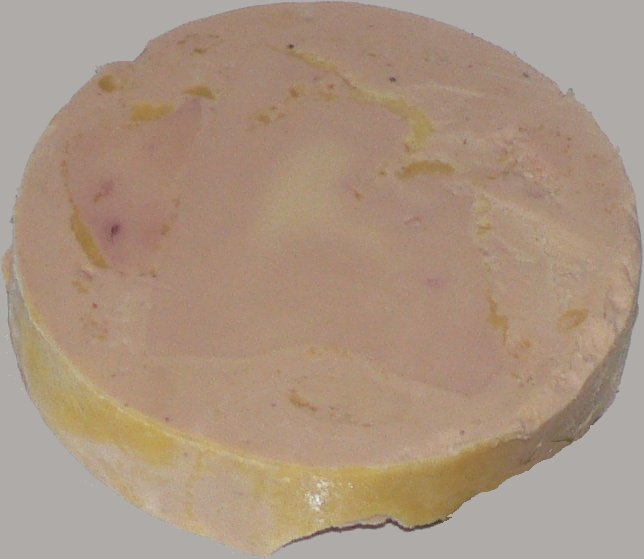
Uma fatia de foie gras.

Na França, o foie gras existe em algumas formas definidas em lei. Da forma mais nobre para a menos nobre, temos:
- foie gras entier (foie gras inteiro) – feito de um ou dois lóbulos de fígado inteiros, podendo ser cozinhado (cuit), semicozinhado (mi-cuit) ou fresco (frais);
- foie gras – feito de pedaços de fígado reunidos;
- bloc de foie gras – um bloco moldado e completamente cozido, feito de 98% ou mais de foie gras; se denominado avec morceaux (com pedaços), pode conter pelo menos 50% de pedaços de foie gras de ganso e 30% de pato.

Além dessas formas de apresentação, existe o pâté e o mousse, feitos de 50% ou mais de foie gras, e o parfait, com 75% ou mais de foie gras, e outras apresentações não definidas em lei.
Formas completamente cozidas são geralmente vendidas em latas de metal ou vidro para conservação por um tempo mais prolongado. Um foie gras fresco e inteiro geralmente não está disponível, exceto em alguns mercados das regiões produtoras. Algumas vezes são encontrados foie gras inteiros e congelados em supermercados franceses.
O foie gras francês geralmente é preparado em fogo baixo (terrine), já que o foie gras de ganso sofre grande derretimento de gordura. O paladar norte-americano, acostumado ao foie gras de pato (mais barato), o prepara em temperaturas mais elevadas. A recente introdução do foie gras de pato na culinária francesa resultou em receitas que misturam tradições de outros países. Em outras partes do mundo, o foie gras é servido em formas mais exóticas, como o sushi de foie gras e o foie gras em bifes.
O foie gras pode ser saboreado com trufas ou licores. É comumente servido acompanhado por pães ou torradas. Muitas vezes é servido com um vinho de sobremesa, embora muitas pessoas o prefiram com vinho seco. O foie gras também pode vir acompanhado por uma salada.

## Consumo
O foie gras é um prato luxuoso. Muitas pessoas na França o consomem apenas em ocasiões especiais, como o jantar de Natal ou réveillon, embora a crescente disponibilidade de foie gras tenha baixado seu preço.
O foie gras de pato é mais barato e, graças à maciça produção iniciada na década de 1950 é, de longe, o mais comum. O sabor do foie gras de pato é geralmente descrito como suave e levemente amanteigado. O foie gras de ganso é notado por ser ainda mais suave.

## Críticas

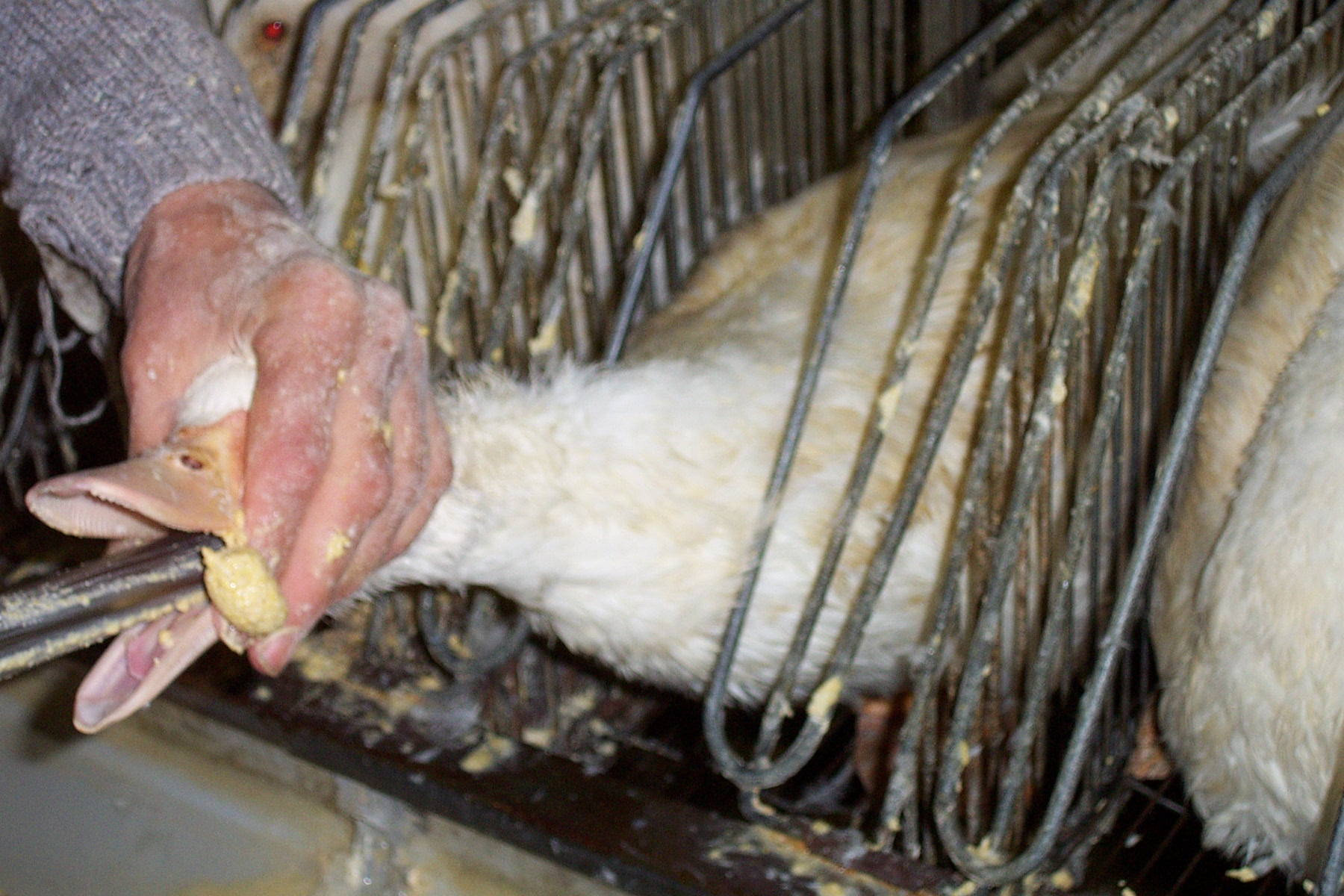
Ave sendo alimentada

Muitos contestam o método de alimentação dos gansos e patos, considerando-os forçados e cruéis. Eles usam o termo gavage, que em francês significa "estufado por alimentação em excesso" (e também é um termo médico para a alimentação daqueles que não podem fazê-los sozinhos). Após pressão política de organizações de direitos dos animais, certas jurisdições baniram a prática de gavage.
Muitos produtores de foie gras não consideram seus métodos cruéis, insistindo que é um processo natural que explora a capacidade do animal. Eles argumentam que patos e gansos ingerem grandes quantidades de alimento antes da migração. Salientam ainda que patos e gansos não possuem o reflexo de engasgar, não sentindo assim nenhum desconforto.
No final de 2003, uma coalizão francesa de grupos protetores dos direitos dos animais publicou a Proclamação pela Abolição do Gavage, clamando que a prática de alimentação forçada já é ilegal, baseando-se nas leis atuais de proteção aos animais na França e na União Europeia. Entretanto, essas leis deixam muita margem à interpretação. O Conselho da União Europeia publicou a Diretiva 98/58/EC em 20 de julho de 1998 concedendo proteção aos animais das fazendas. A diretiva estipula que "produtores ou donos de animais devem assegurar o bem dos animais e cuidar para que esses animais não sofram desnecessariamente".
O relatório científico da União Europeia Comitê da Saúde Animal Sobre Aspetos da Produção de Foie Gras em Gansos e Patos, adotado em 16 de dezembro de 1998 é um relatório de 89 páginas de estudos oriundos de diversos países produtores. O relatório aponta que a mortalidade dos animais aumenta de 10 a 20 vezes durante o período de alimentação forçada. Além disso, enquanto as consequências da alimentação forçada em pássaros é reversível, o "nível de esteatose deveria ser considerado patológico".
O relatório da União Europeia também enfatiza que a contínua alimentação forçada causa a morte prematura dos animais. Também reconhece que os produtores não colocam os fígados de seus pássaros em um estado patológico. O tempo de engorda dos fígados é cuidadosamente controlado para que o animal seja abatido antes que haja risco à saúde. Um animal que pare o processo de alimentação forçada retorna ao seu peso normal. Produtores e o relatório também respondem às críticas da crescente mortalidade ao notar que a mortalidade geral de patos e gansos na produção do foie gras é muito menor que nas fazendas que engordam galinhas e perus.
Algumas afirmações fisiológicas alegadas pelos produtores são contraditas no relatório da União Europeia. Em resposta ao engasgo das aves, o relatório diz, "a área da orofaringe é particularmente sensível e é fisiologicamente adaptada para produzir um reflexo de engasgo para prevenir que fluidos entrem na traqueia. A alimentação forçada teria que contornar esse reflexo, já que para as aves isso é forçoso e pode ocasionar danos". Alguns críticos argumentam que os pássaros estariam melhores se fossem sedados antes de serem alimentados. Outros sugerem a remoção cirúrgica do fígado dos pássaros que morreram de causas naturais e então inseri-los em soluções de gelatina, álcool e manteiga.
Grupos de indústrias afirmam que a alimentação forçada não é cruel e mesmo que os animais apreciam esse tratamento. O comitê da União Europeia levou adiante vários testes para detetar dor ou estresse através da observação dos hormônios e todos eles foram inconclusivos ou sem diferenças significativas. O comitê não observou quaisquer sinais de que os animais apreciavam a alimentação forçada, e observou que patos tentavam fugir quando seu alimentador entrava na sala. Entretanto, veterinários que trabalham em fazendas de foie gras têm observado um comportamento que indica que os animais apreciam a alimentação forçada.
Alguns produtores de foie gras dos Estados Unidos procuram proteção como "exceção cultural", semelhante às touradas no sul.
O foie gras é ilegal em muitos locais, e há legislação pendente em outros. Em agosto de 2003, a Suprema Corte de Israel declarou a produção de foie gras como crueldade animal, e tornou a produção ilegal a partir de março de 2005. Em 29 de setembro de 2004, o Governador da Califórnia Arnold Schwarzenegger assinou uma lei que irá banir a produção e a venda de foie gras oriundos de alimentação forçada de aves a partir de 2012. A lei permitiria a produção de foie gras por métodos considerados não-cruéis aos animais. Uma lei similar está pendente no estado de Nova Iorque. Esses são os dois únicos estados nos Estados Unidos com indústrias produtoras de foie gras.
Em 2022, o rei Carlos III proibiu foie gras em todos os banquetes organizados pela casa real britânica.
A alimentação forçada é proibida nos seguintes países:
- Argentina
- Áustria (6 das 9 províncias)
- República Tcheca
- Dinamarca
- Finlândia
- Alemanha
- Irlanda
- Israel
- Luxemburgo
- Noruega
- Polônia (em 1999, era o quinto maior produtor mundial)
- Suécia
- Suíça
- Países Baixos
- Reino Unido